# 幸袋炭坑駅
幸袋炭坑駅（こうぶくろたんこうえき）は、かつて福岡県嘉穂郡にあった、九州鉄道の貨物駅（廃駅）である。貨物支線の廃線に伴い、1901年（明治34年）3月31日に廃駅となった。

## 歴史
- 1894年（明治27年）12月28日 - 開業[1]。
- 1901年（明治34年）3月31日 - 貨物支線の廃線に伴い廃止[1]。

## 隣の駅
九州鉄道
九州鉄道線（貨物支線）
幸袋駅 - 幸袋炭坑駅